# Briston
Briston est un village situé dans la région du Norfolk, en Angleterre.